# 威德爾角
威德爾角（英語：Weddell Point）是南極洲的海岬，位於南喬治亞島西端，處於施利珀灣入口東部，由蘇格蘭地質學家命名，現時由英國海外領土管轄。